# Mikkel Skov
Mikkel Skov Nielsen (født 30. juli 1996) er en dansk floorballspiller, som i dag spiller i floorballligaen for Sunds Seahawks.
Mikkel Skov debuterede på U19-landsholdet i 2012 som 16-årig. Som spiller var han med til U19-VM både i 2013 og 2015, hvor han med Danmark i 2015 vandt B-division og rykkede op i A-divisionen.
I 2015 debuterede han på A-landsholdet i en alder af 19 år, og han deltog som spiller ved VM i 2016, hvor han med 6 mål var en af Danmarks bedste spillere.

## Sæson statistk
| sæson   |           | mål | assist | point | Klub           |
| ------- | --------- | --- | ------ | ----- | -------------- |
| 2017/18 | Slutspil  | 13  | 9      | 22    | Sunds Seahawks |
| 2017/18 | Grundspil | 40  | 21     | 61    | Sunds Seahawks |
| 2016/17 | Slutspil  | 14  | 4      | 18    | Sunds Seahawks |
| 2016/17 | Grundspil | 36  | 21     | 57    | Sunds Seahawks |
| 2015/16 | Slutspil  | 3   | 2      | 5     | Sunds Seahawks |
| 2015/16 | Grundspil | 24  | 21     | 45    | Sunds Seahawks |
| 2014/15 | Slutspil  | 0   | 0      | 0     | Sunds Seahawks |
| 2014/15 | Grundspil | 16  | 10     | 26    | Sunds Seahawks |
| 2013/14 | Slutspil  | 5   | 0      | 5     | Sunds Seahawks |
| 2013/14 | Grundspil | 7   | 8      | 15    | Sunds Seahawks |
| 2012/13 | Slutspil  | 2   | 0      | 2     | Sunds Seahawks |
| 2012/13 | Grundspil | 19  | 10     | 29    | Sunds Seahawks |
| 2011/12 | Slutspil  | 0   | 0      | 0     | Sunds Seahawks |
| 2011/12 | Grundspil | 5   | 0      | 5     | Sunds Seahawks |
|         |           | 184 | 106    | 290   |                |

| 2. | Mikkel Skov | Sunds | 36 | 21 | 57 |

## Tidligt liv
I en alder af tolv år spiller Mikkel Skov trommer[kilde mangler] i bandet The Futures i Børne MGP 2009. Nummeret de spillede hed "Min MSN ven". De blev en af de 5 finalister og gik i anden runde videre og fik en tredjeplads.